# パスカル (単位)
パスカル (英: pascal、記号: Pa) は、圧力・応力の物理単位で、国際単位系 (SI) における、固有の名称と記号を持つ22個のSI組立単位の一つである。定義より「ニュートン毎平方メートル」に等しい。
1パスカルは、1平方メートル (m2) の面積につき1ニュートン (N) の力が作用する圧力または応力と定義されている。

## 名称・記号
単位の名称は、流体力学・流体静力学への貢献と気圧計の実験で有名なブレーズ・パスカルに因むものである。SI組立単位「ニュートン毎平方メートル(N/m2)」に対する固有の名称「パスカル」とその記号「Pa」は、1971年の第14回国際度量衡総会(CGPM)で採択された。

## 定義
パスカルを、SI基本単位や他のSI組立単位で表すと、以下のようになる。
{\displaystyle {\rm {1~Pa=1~{\frac {N}{m^{2}}}=1~{\frac {kg}{m\cdot s^{2}}}}}}
ここで、Nはニュートン、mはメートル、kgはキログラム、sは秒である。

## 倍量・分量単位
| 分量                         | 分量 | 分量             |         | 倍量 | 倍量           | 倍量 |
| 値                           | 記号 | 名称             | 値      | 記号 | 名称           |      |
| 10−1 Pa                      | dPa  | デシパスカル     | 101 Pa  | daPa | デカパスカル   |      |
| 10−2 Pa                      | cPa  | センチパスカル   | 102 Pa  | hPa  | ヘクトパスカル |      |
| 10−3 Pa                      | mPa  | ミリパスカル     | 103 Pa  | kPa  | キロパスカル   |      |
| 10−6 Pa                      | µPa  | マイクロパスカル | 106 Pa  | MPa  | メガパスカル   |      |
| 10−9 Pa                      | nPa  | ナノパスカル     | 109 Pa  | GPa  | ギガパスカル   |      |
| 10−12 Pa                     | pPa  | ピコパスカル     | 1012 Pa | TPa  | テラパスカル   |      |
| 10−15 Pa                     | fPa  | フェムトパスカル | 1015 Pa | PPa  | ペタパスカル   |      |
| 10−18 Pa                     | aPa  | アトパスカル     | 1018 Pa | EPa  | エクサパスカル |      |
| 10−21 Pa                     | zPa  | ゼプトパスカル   | 1021 Pa | ZPa  | ゼタパスカル   |      |
| 10−24 Pa                     | yPa  | ヨクトパスカル   | 1024 Pa | YPa  | ヨタパスカル   |      |
| 10−27 Pa                     | rPa  | ロントパスカル   | 1027 Pa | RPa  | ロナパスカル   |      |
| 10−30 Pa                     | qPa  | クエクトパスカル | 1030 Pa | QPa  | クエタパスカル |      |
| よく使われる単位を太字で示す |      |                  |         |      |                |      |

よく使用される倍量・分量単位は、ヘクトパスカル（hPa、ミリバールに等しい）、キロパスカル(kPa)、メガパスカル(MPa)、ギガパスカル(GPa)である。気象学以外の分野では、1000の倍数の接頭辞を使用することが好まれる。
1気圧程度の圧力ならば、キロパスカル (kPa) が使用されている。日本では1999年10月以降、パスカルへの移行が行われた。工学的には今まで使われていた 1 kgf/cm2 = 98.0665 kPa で換算しているが、自動車のタイヤの空気圧など一般向けには、1 kgf/cm2 = 100 kPa で換算している場合が多い。ソビエト連邦で1933年から1955年まで使用されていたメートル・トン・秒単位系における圧力の単位ピエーズは、1キロパスカルに等しい。
地球物理学では、地球内部の造構応力の計測・計算にギガパスカル (GPa) を使用する。
医療において、エラストグラフィーは超音波や核磁気共鳴画像法(MRI)で非侵襲的に組織の堅さを計測するものであるが、その表示はキロパスカル単位のヤング率や剛性率で表される。
材料力学・材料工学では、パスカルは材料のヤング率・強度・耐圧強度はパスカルの単位で計測される。工学の用途では、パスカルは小さすぎるので、メガパスカル (MPa) がよく用いられる。

### ヘクトパスカルとミリバール
気象学（天気予報や天気図など）では、世界中で長い間にわたって気圧をミリバールで測定していた。SIが導入された後も、慣習的な圧力の数値がそのまま使われることが希望された。そのため気象学では、今日ではミリバールと同じ値になるヘクトパスカル (hPa) を使用している。日本においては、1992年12月1日からミリバールがヘクトパスカルに置き換えられた。ただし、カナダとポルトガルではキロパスカル(kPa)を使用している。

### 倍量・分量単位における大文字・小文字の区別
単位の記号は、国際的な合意の上で規定されたものであって、大文字・小文字の区別についても厳密に規定されている。
次のような誤表記がしばしば存在する。
- メガパスカル（MPa）に対する"Mpa"という誤表記。 
民間企業の技術資料によく見受けられる。技術者がパーソナルコンピュータで文書を作成する際に、"MPa"と正しく入力しても、使用した日本語変換ソフトのオートコレクト機能によって"Mpa"と誤修正され、それが修正されずに放置されることによる間違いである。

- メガパスカル（MPa）とミリパスカル（mPa）の混同。 
SI接頭語の使用において、大文字と小文字を厳密に区別する原則の不理解による間違いである。

- キロパスカル（kPa）に対する"KPa"、"Kpa"という誤表記。 
パスカルの場合に限らず、キログラム（kg）を"Kg"と誤表記するのと同様に"KPa"と入力し、さらに上の"Mpa"の場合と同様に日本語変換ソフトのオートコレクト機能によって"Kpa"と誤修正され、そのまま修正されずに放置されることによる間違いである。

## 換算
他の単位との換算は以下のようになる。
- 1 ミリバール (mbar) = 100 Pa = 1 ヘクトパスカル (hPa)
- 1 バール (bar) = 100 000 Pa 
= 100 キロパスカル (kPa) = 0.1 メガパスカル (MPa) 
≈ 0.987 気圧（標準大気圧） (atm) 
≈ 約1 標準気圧 (atm)
- 1 標準気圧 (atm) 
= 1.01325 bar = 1013.25 mbar 
= 1 013.25 hPa = 101 325 Pa = 101.325 kPa = 0.101325 MPa[15]
- 1 トル(Torr) = 1 水銀柱ミリメートル(mmHg) = 正確に 101 325/760 Pa（計量法体系による）≈ 約133.3224 Pa
- 1 水銀柱インチ (inch Hg) = 正確に 3386.39 Pa（計量法体系による）
- 1 標準気圧 = 約29.92 inches 
（航空機の高度計 (altimeter) は一般にこれを基準として、気圧の変化に合わせて、平均海面 (MSL; mean sea level) からの高度を計器に反映させるために高度計を調整する（高度計規正値/altimeter setting）。高度計規正値の意味で使う場合、水銀柱インチであることは自明のためHgは省略される。）
- 1 工学気圧 = 1 重量キログラム毎平方センチメートル (kgf/cm2) = 98 066.5 Pa = 98.0665 kPa

|        | パスカル（SI単位） | バール            | 工学気圧         | 気圧              | トル            | psi               |
| ------ | ------------------ | ----------------- | ---------------- | ----------------- | --------------- | ----------------- |
| 1 Pa   | ≡ 1 N/m2           | = 10−5 bar        | ≈ 10.2×10−6 at   | ≈ 9.87×10−6 atm   | ≈ 7.5×10−3 Torr | ≈ 145×10−6 psi    |
| 1 bar  | = 100000 Pa        | ≡ 106 dyn/cm2     | ≈ 1.02 at        | ≈ 0.987 atm       | ≈ 750 Torr      | ≈ 14.504 psi      |
| 1 at   | = 98066.5 Pa       | = 0.980665 bar    | ≡ 1 kgf/cm2      | ≈ 0.968 atm       | ≈ 736 Torr      | ≈ 14.223 psi      |
| 1 atm  | = 101325 Pa        | = 1.01325 bar     | ≈ 1.033 at       | ≡ p0              | = 760 Torr      | ≈ 14.696 psi      |
| 1 Torr | ≈ 133.322 Pa       | ≈ 1.333×10−3 bar  | ≈ 1.360×10−3 at  | ≈ 1.316×10−3 atm  | ≡ 1 mmHg        | ≈ 19.337×10−3 psi |
| 1 psi  | ≈ 6894.757 Pa      | ≈ 68.948×10−3 bar | ≈ 70.307×10−3 at | ≈ 68.046×10−3 atm | ≈ 51.7149 Torr  | ≡ 1 lbf/in2       |

## 符号位置
| 記号 | Unicode | JIS X 0213 | 文字参照          | 名称           |
| ---- | ------- | ---------- | ----------------- | -------------- |
| ㍱   | U+3371  | -          | &#x3371; &#13169; | ヘクトパスカル |
| ㎩   | U+33A9  | -          | &#x33A9; &#13225; | パスカル       |
| ㎪   | U+33AA  | -          | &#x33AA; &#13226; | キロパスカル   |
| ㎫   | U+33AB  | -          | &#x33AB; &#13227; | メガパスカル   |
| ㎬   | U+33AC  | -          | &#x33AC; &#13228; | ギガパスカル   |

Unicodeには、CJK互換用文字として以下の文字が収録されている。
- U+3371 ㍱ square hpa
- U+33A9 ㎩ square pa
- U+33AA ㎪ square kpa
- U+33AB ㎫ square mpa
- U+33AC ㎬ square gpa

これらは、既存の文字コードに対する後方互換性のために収録されているものであり、使用は推奨されない。